# 용산 e스포츠 스타디움

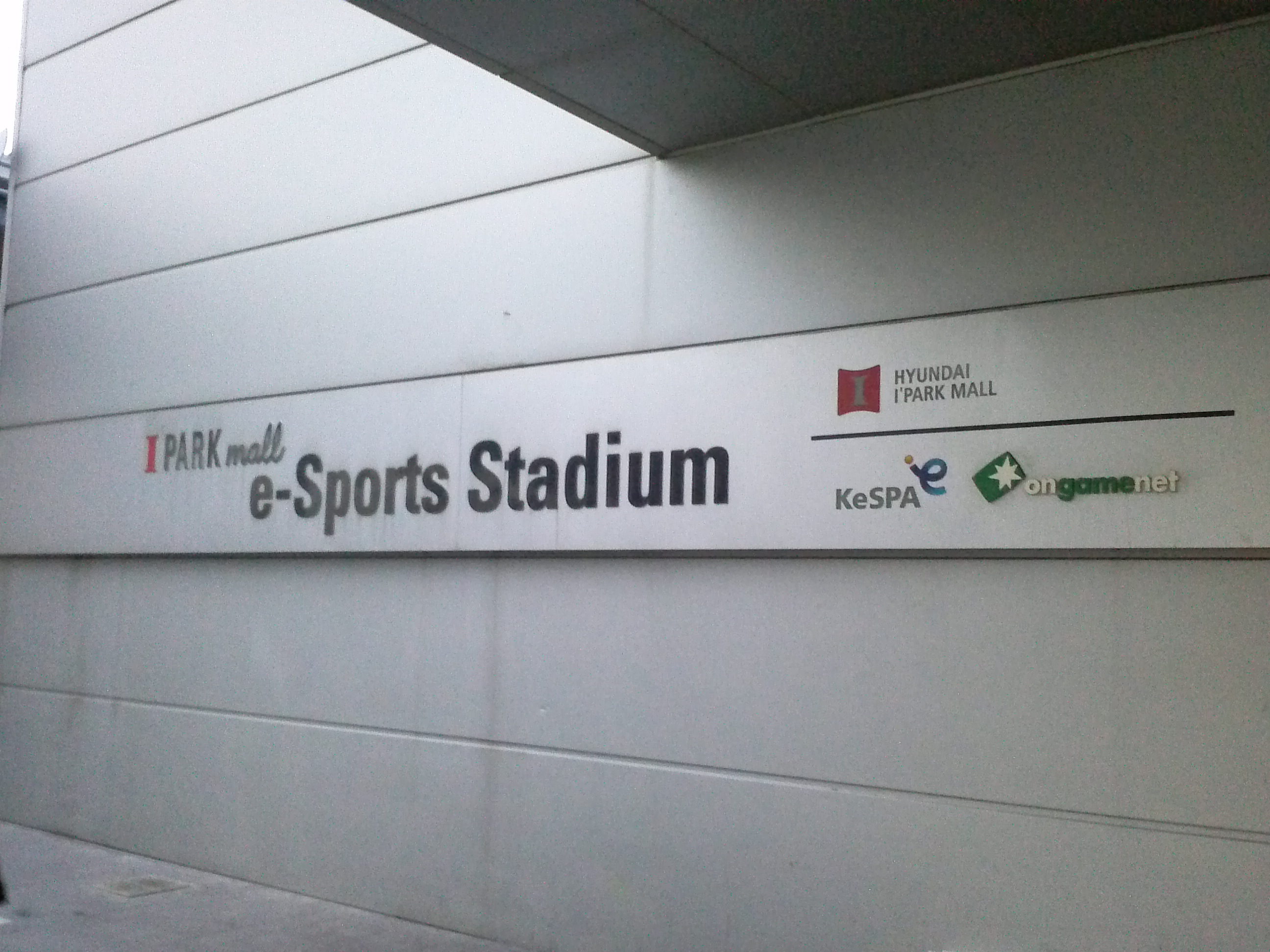
용산 이스포츠 스타디움

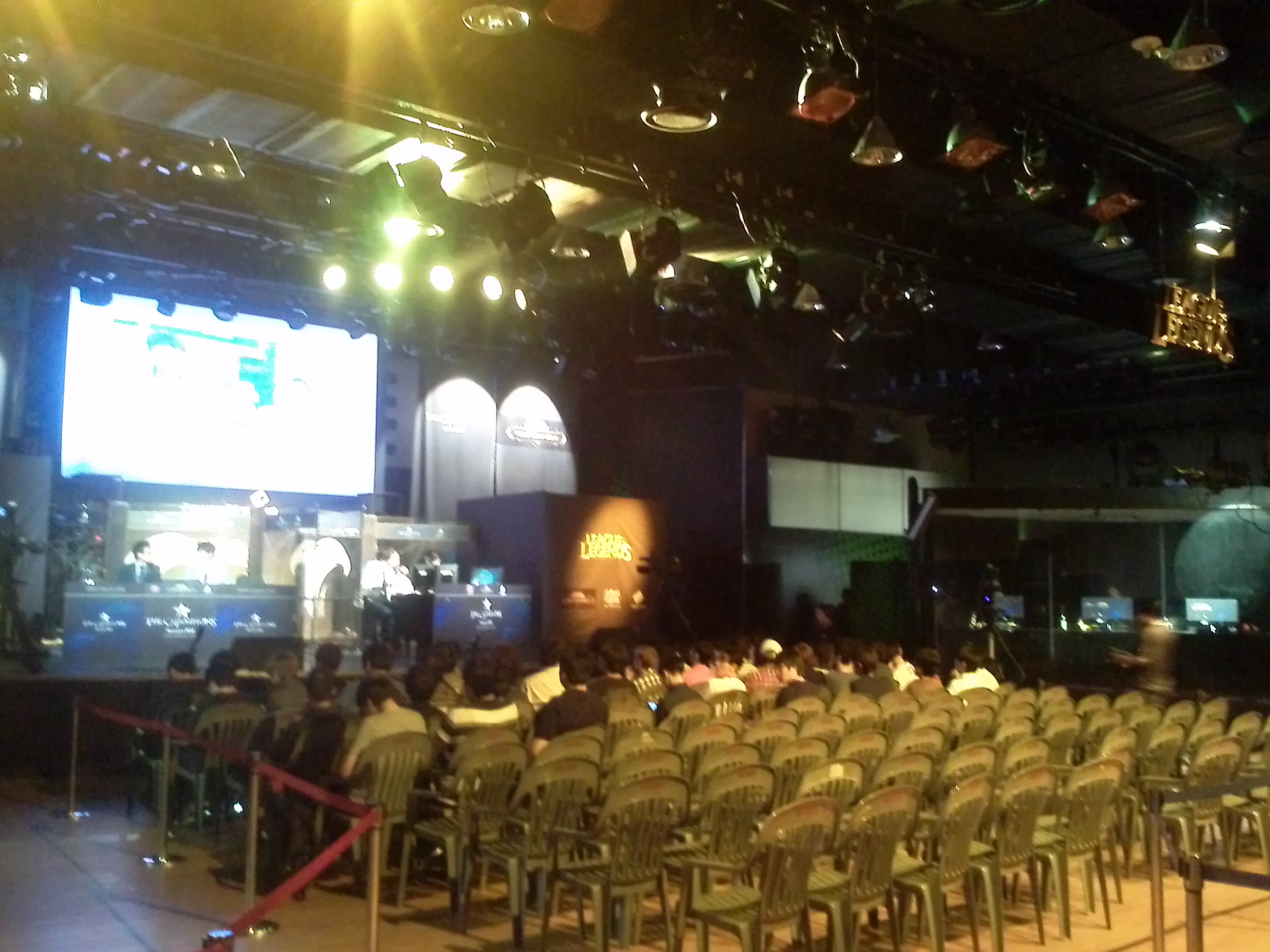
용산 이스포츠 스타디움

용산 e스포츠 스타디움은 한국e스포츠협회에서 운영중인 게임 리그 방송을 위한 e스포츠 경기장이다. 'e-스포츠 상설 경기장'이라는 명칭을 사용하기도 한다. 2016년 4월까지 OGN에서 임차 형식으로 사용했다.
아이파크몰 9층에 위치하고 있으며 이곳에서는 스타리그와 OGN이 주관하여 방송하는 스타크래프트 프로리그 외에 카트라이더 리그, 스페셜포스2 프로리그, 리그 오브 레전드 챔피언스 등 각종 OGN 주관하에 진행되는 리그 프로그램과 기타 오락 프로그램을 진행하며, 보조 경기장에서는 각종 리그의 예선이 열린다.
OGN이 2016년 4월 30일 개관하는 서울 OGN e스타디움으로 이전함에 따라 용산 e스포츠 스타디움은 폐쇄되었다.

## 개요
2005년 10월 20일 한국 e스포츠 협회는 20일 서울 용산 쇼핑몰 아이파크몰 운영업체 현대역사와 제휴를 맺고 아이파크몰에 전용면적 350평, 관람석 500석 규모로 e-스포츠 상설 경기장을 구축했다. 그리고 공사기간을 거쳐 12월 29일 개장하였다. 초창기에는 방송 시설이 갖추어 지지 않아 아마추어 대회 정도만 열렸으나 2006년 중반 온게임넷이 e스포츠 협회와 용산 경기장 사용 계약을 체결, 15억원의 비용투자 이후 용산 e스포츠 경기장은 방송시설 설치와 리모델링을 거쳐 2006년 8월 18일 신한은행 스타리그 2006 Season 2 조지명식을 시작으로 용산에서 공식 방송 경기를 치를 수 있게 되었다.
2011년 10월 FPS 게임 및 AOS 게임 전용 부스가 마련되었다. 이로 인해 관중석이 120여석으로 감소하였고 총 관중 입장은 200~300명 정도가 가능하다.
2013년 2월 24일 SK플래닛 스타크래프트 II 프로리그 12-13 3라운드 CJ 엔투스와 웅진 스타즈의 대결 이후 HD 설비를 위한 리모델링 공사를 진행해 모든 리그가 1개월 정도 휴식에 들어갔다.
2013년 4월 3일 OLYMPUS LOL Champions Spring 12강 개막전을 통해 공식 개관하였다. 리모델링을 통해 옵저버실을 통제실로 이전시킴에 따라 기존의 관중석이 200~250석 규모로 늘어났다.
2016년 4월 16일 롯데 꼬깔콘 리그 오브 레전드 챔피언스 코리아 스프링 2016 KT 롤스터와 SK텔레콤 T1의 플레이오프 경기를 마지막으로 용산 e스포츠 스타디움의 시대가 막을 내렸다.

## 스타리그 명예의 전당

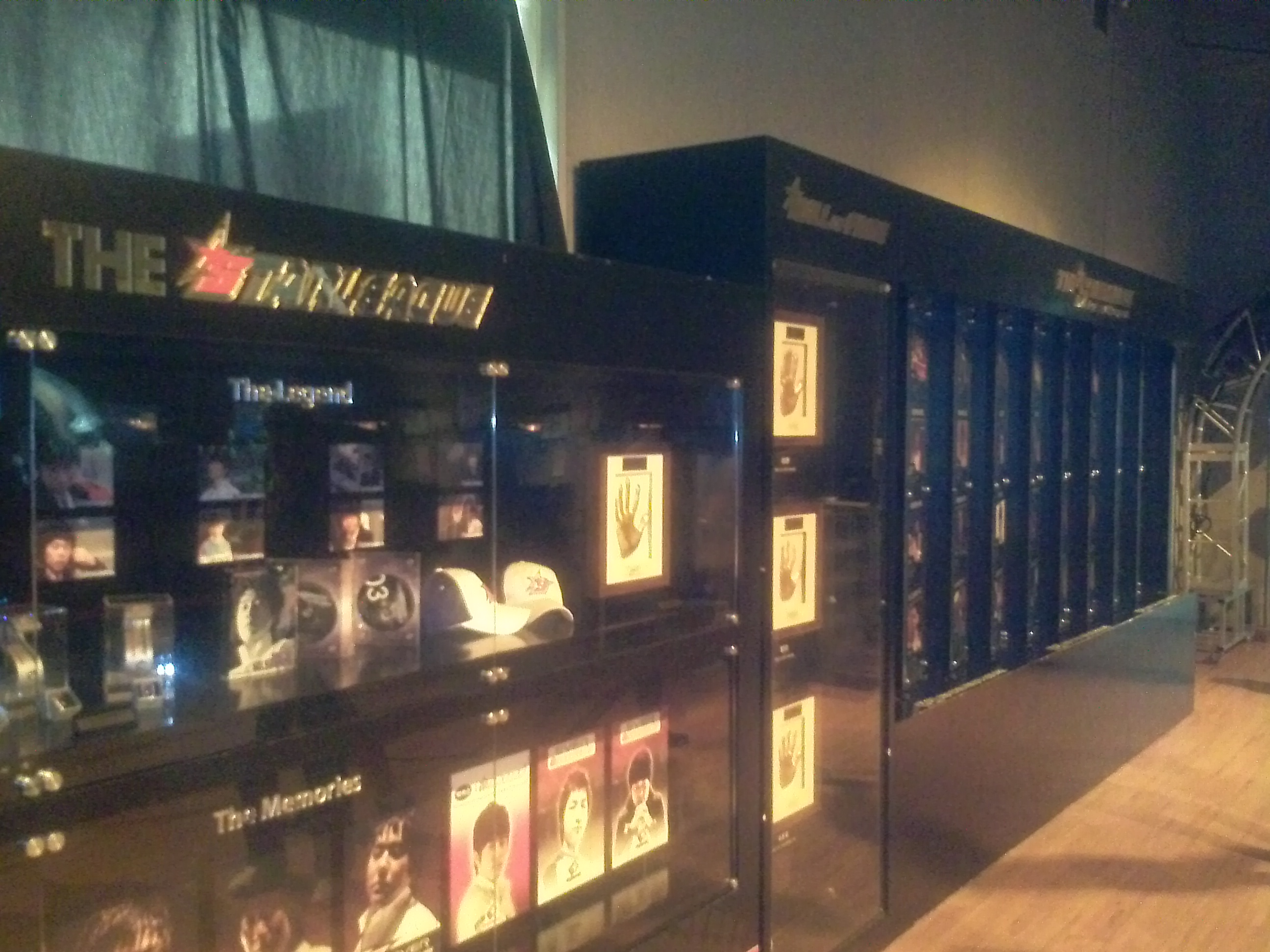
좌석 뒷편에 전시되어 있는 스타리그 명예의 전당

스타리그 명예의 전당은 역대 스타리그의 역사를 조명하는 공간으로 2007년 5월 11일에 설립되었으며, 주경기장 뒤편에 자리하고 있다. 서울 OGN e스타디움 개장으로 인해 스타리그 명예의 전당 역시 서울 OGN e스타디움으로 이전되었다.
- The STARLEAGUE : 99 프로게이머 코리아 오픈부터 현재까지 역대 스타리그 우승자(옥션 올킬 스타리그 2013)를 보여주는 전시 공간으로 경기 현장과 우승자 모습이 담긴 사진을 비롯하여, 역대 스타리그 개최 기간, 역대 우승자 나이 등의 기록 자료가 같이 전시되어 있다.
  - 역대 우승자 사진에서 스타크래프트 승부조작 사건에 연루되어 기록이 말소된 자의 사진은 삭제되었다
- 핸드프린팅 : 스타리그 100승을 기록하고 있는 임요환, 홍진호, 송병구, 이영호와 스타리그 최초 골든 마우스 수상자인 이윤열의 손바닥 도장이 전시되어 있다.

## 진행된 리그
- 리그 오브 레전드 챔피언스 코리아
- 월드 오브 탱크 리그
- 하스스톤 마스터즈 코리아
- 스베누 11차 소닉 스타리그 시즌2 듀얼 토너먼트
- HOT6 히어로즈 오브 더 스톰 슈퍼리그